# Amicta lutea
Amicta lutea är en fjärilsart som beskrevs av Otto Staudinger 1870. Amicta lutea ingår i släktet Amicta och familjen säckspinnare. Inga underarter finns listade i Catalogue of Life.